# ۲۰ محرم
۲۰ محرم، بیستمین روز از ماه محرم در تقویم هجری قمری است.
در تقویم هجری قمری قراردادی این روزبیستمین روز سال است.

## درگذشتگان
- ۱۳۶۰ - امین سامی، تاریخ‌نگار مصری و از پیشگامان آموزش نوین در مصر.